# Полосатый кускус
Полосатый кускус (лат. Dactylopsila trivirgata) — животное семейства сумчатых летяг (Petauridae). Типичный и наиболее обычный представитель рода полосатые кускусы (Dactylopsila).

## Описание
Длина тела 24—32 см, масса 240—470 г. Хвост сравнительно тонкий, почти на четверть длиннее тела. Четвёртый палец кисти умеренно удлинённый. Верх тела чёрный, с ярко-белыми полосами, бока и брюхо сероватые или желтоватые. Хвост густо покрыт шерстью, сероватой у основания и постепенно темнеющей к концу, на кончике белая «кисточка». Нижняя сторона кончика хвоста голая. Сумка самок хорошо развита, сосков одна пара. Зверьки обоих полов издают сильный мускусный запах.

## Распространение
Широко распространён на индонезийских островах Япен, Ваигео и Ару, на большей части территории острова Новая Гвинея (Индонезия и Папуа — Новая Гвинея), северо-востоке Австралии в штате Квинсленд от горы Спек у города Таунсвилл до горного хребта Айрон-Рейндж.
Населяет разнообразные леса от уровня моря до высоты 2300 м.

## Образ жизни
Живёт одиночно или парами. Убежищами служат шаровидные гнёзда, которые зверёк сооружает внутри древесных дупел из сухих листьев. Прекрасно лазает по деревьям, способен перемещаться с одинаковой лёгкостью вверх и вниз по стволам, во втором случае — вниз головой. Лазая, активно помогает себе хвостом. Движения быстрые и ловкие, однако прыгать с ветки на ветку кускус не может. На земле чувствует себя неуверенно и старается на нее не спускаться.
Ведёт ночной древесный образ жизни. Питается преимущественно животной пищей — насекомыми и их личинками, поедает также цветы, плоды, дикий мёд и мелких древесных позвоночных. Личинок, живущих в древесине, отыскивает, простукивая дерево когтем четвёртого пальца; обнаружив личинку, он прогрызает древесину резцами и извлекает добычу при помощи длинного языка или того же когтя. Аналогично зверёк поступает с термитами, извлекая их.

## Размножение
Размножение в Австралии происходит большую часть года, с февраля по август. Самка приносит один помёт в году из 1-2 детёнышей. Сроки развития детёнышей не известны. Подросшего, вышедшего из сумки детёныша самка некоторое время носит на спине.